# Административное деление Соломоновых Островов
Соломоновы Острова в административно-территориальном отношении разделяются на 9 провинций. Кроме того, столица страны Хониара, расположенная на острове Гуадалканал, выделяется в особую административную единицу — Столичная территория.

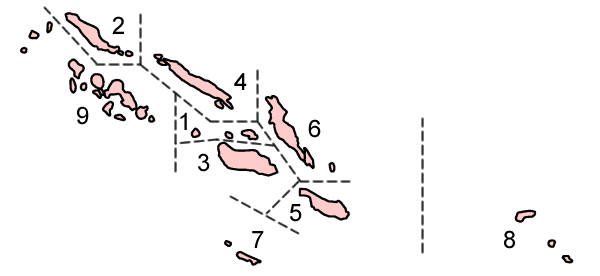
Провинции Соломоновых Островов

| №  | Флаг  | Провинции             | Административный центр | Площадь, км² | Население, чел. (2009) | Плотность, чел./км² |
| -- | ----- | --------------------- | ---------------------- | ------------ | ---------------------- | ------------------- |
| 1  |       | Центральная провинция | Тулаги                 | 615          | 26 051                 | 42,36               |
| 2  |       | Шуазель               | Таро                   | 3 837        | 26 372                 | 6,87                |
| 3  |       | Гуадалканал           | Хониара                | 5 336        | 93 613                 | 17,54               |
| 4  |       | Исабель               | Буала                  | 4 136        | 26 158                 | 6,32                |
| 5  |       | Макира-Улава          | Киракира               | 3 188        | 40 419                 | 12,68               |
| 6  |       | Малаита               | Ауки                   | 4 225        | 137 596                | 32,57               |
| 7  |       | Реннелл и Беллона     | Тигоа                  | 671          | 3 041                  | 4,53                |
| 8  |       | Темоту                | Лата                   | 895          | 21 362                 | 23,87               |
| 9  |       | Западная провинция    | Гизо                   | 5 475        | 76 649                 | 14,00               |
| 10 |       | Столичная территория  | Хониара                | 22           | 64 609                 | 2936,77             |
|    | Всего |                       |                        | 28 400       | 515 870                | 18,16               |

## История
Будучи британским протекторатом, Соломоновы Острова были разделены на 12 административных округов: Шуазёль, Восточные Соломоновы острова, Гизо, Гуадалканал, Лорд-Хау, Малаита, Нггела и Саво, Острова Реннелл и Беллона, Санта-Круз, Шотландс, Сикаиана (Стьюарт), и Изабел и Кейп Марш. Столицей являлся город Тулаги.
После Второй мировой войны они были объединены в четыре округа: Центральный, Западный, Восточный и Малалаита. Далее эти районы подразделялись на советы. Столица была перенесена в Хониару. Такое административное деление сохранилось и после получения Соломоновыми Островами независимости в 1978 году.
В 1981 году в ходе реформы административно-территориального устройства страна была разделена на 7 провинций. Увеличение числа административных единиц с 4 до 7 осуществилось путём разделение некоторых округов: Центральный округ был разделён на Центральную провинцию, провинции Гуадалканал и Изабель; Восточный округ — на провинции Макира и Темоту. Два оставшихся округа — Западный и Малалаита — не были разделены, а только переименованы в провинции. Такое деление соответствовало разделению на советы перед 1981 годом.
В 1983 году территория Хониары (22 км²) была выделена из провинции Гуадалканал и стала отдельной Столичной территорией. Хониара при этом осталась столицей провинции, в этом качестве она пребывает до сих пор.
В 1995 году из Западной провинции была выделена провинция Шуазель, а из Центральной провинции — провинция Реннелл и Беллона, в результате чего провинций стало 9. Такое деление сохраняется по настоящее время.